# خوسه اررا
خوسه اررا (اسپانیایی: José Herrera‎؛ زادهٔ ۱۷ ژوئن ۱۹۶۵) بازیکن فوتبال اهل اروگوئه بود.
از باشگاه‌هایی که در آن بازی کرده‌است می‌توان به باشگاه فوتبال کالیاری، باشگاه فوتبال پنیارول، باشگاه فوتبال نیولز اولد بویز، باشگاه فوتبال شاندونگ تایشان، باشگاه فوتبال پرسیب باندونگ، باشگاه فوتبال مونته‌ویدئو واندررز، باشگاه فوتبال کروز آزول، و باشگاه فوتبال آتالانتا اشاره کرد.
وی همچنین در تیم ملی فوتبال اروگوئه بازی کرده‌است.